# El caso Munch

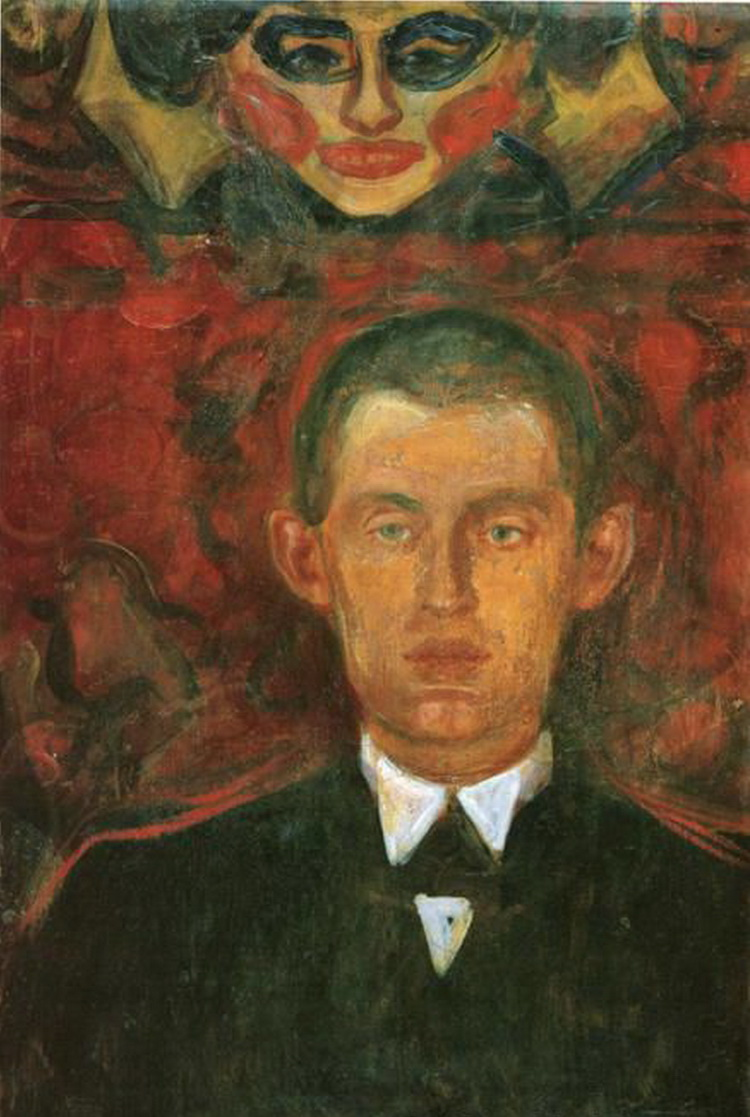
Edvard Munch: Autorretrato bajo una máscara de mujer (1893). Museo Munch Oslo

El caso Munch (también asunto Munch o escándalo Munch, en noruego Affæren Munch) desempeñó un papel clave en la historia de las modernas bellas artes en Alemania. “Casi ningún otro evento artístico de la era imperial fue discutido tan apasionadamente en los folletines como el caso Munch.  El joven pintor noruego Edvard Munch aún no había encontrado compradores para sus pinturas cuando la Asociación de Artistas de Berlín lo invitó a una gran exposición individual en 1892.  La primera exposición de Munch en Berlín tuvo lugar en el "Architektenhaus" en la Wilhelmstrasse . Se inauguró el 12 de noviembre de 1892 con 55 cuadros y terminó con un espantoso "escándalo".
La exposición de Munch provocó el mayor escándalo que había vivido el mundo del arte en Alemania hasta ese momento. El público y los pintores mayores tomaron los cuadros de Munch como una provocación anarquista, y la exposición se inauguró el 12 de noviembre a instancias de Anton von Werner, director de la Real Academia de Bellas Artes. Fue cerrada en protesta en el mismo noviembre de 1892. Pero con los ataques a la exposición de Munch por el público conservador, la gente en Berlín “finalmente comenzó a prestar atención a las tendencias artísticas internacionales más recientes y a abrirles su mercado de arte. '  El llamado 'escándalo de Munch' de 1892 en la historia del arte alemán 'es visto como la hora del nacimiento del arte moderno en Alemania. 

## Antecedentes: La Exposición Internacional de Arte de 1891

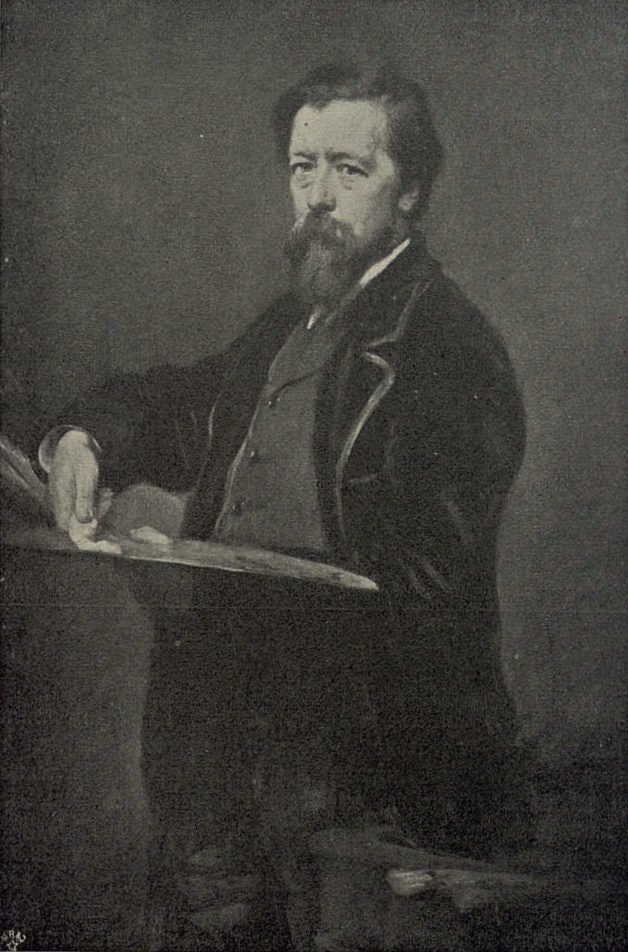
Anton von Werner, Retrato de Max Koner (1896)

En 1891, el Verein Berliner Künstler, del que era presidente Anton von Werner, organizó una Exposición Internacional de Arte en Berlín. En su papel de "importante político reaccionario del arte que, con el apoyo del Kaiser Guillermo II, luchó enérgicamente durante décadas contra el arte moderno", Werner tuvo una gran influencia en la selección de las obras. Las aproximadamente 5.000 obras elegidas procedían de artistas que vivían y trabajaban en Alemania.
Para asegurar la “internacionalidad” del nombre de la muestra, Werner había intentado que artistas franceses y noruegos participaran en ella, con la ayuda de relaciones privadas e invitaciones. Así que la emperatriz Victoria viajó a París para conseguir la participación de artistas franceses. Sin embargo, el "comportamiento torpe" de la emperatriz le dio a la empresa "el carácter de una exhibición oficial prusiana o imperial alemana. No sólo los franceses se habían negado a participar a participar en la ceremonia de apertura del 1 de mayo de 1891, sino que la mayoría de los artistas noruegos también se habían negado. Según el historiador del arte Reinhold Heller, “las decisiones personales y las opiniones sobre el arte de Werner” contribuyeron a ello. La comisión de Noruega, que estaba formada por los artistas jóvenes más conocidos del país, incluidos Christian Krohg, Frits Thaulow y Erik Werenskiold, nombró al pintor Otto Sinding como su representante en Berlín. La presidencia de la Asociación de Artistas Visuales había reconocido a la Comisión y Sinding. Luego se enviaron 55 cuadros a Berlín. Poco antes de la inauguración prevista de la exposición, Werner, sin dar una razón de su decisión, retiró su reconocimiento a Sinding. Werner había recibido previamente un informe del pintor residente en Berlín Hans Dahl, que era amigo suyo, en el que se describía a Sinding como el líder de una camarilla de "impresionistas anarquistas" que controlaba la vida artística en Noruega y reprimía a todos los artistas que no cumplieran con sus metas artísticas.
Werner autorizó después a su amigo Dahl a hacer una nueva selección de arte noruego. Invitó a otros 22 pintores, en su mayoría dentro de la orientación conservadora del paisaje popular y la pintura marina. Esto finalmente llevó a la negativa del comité noruego, en el que renunció a la responsabilidad de representar a su país. Los pintores invitados enviaron sus obras a la Exposición Internacional de Múnich, que tuvo lugar en el Palacio de Cristal.
Allí las obras de los “jóvenes norteños” fueron la sensación de la exposición; recibieron numerosos premios, más que cualquier otro grupo extranjero. Un crítico contemporáneo elogió la "poesía lírica más simple"; Cornelius Gurlitt, uno de los principales defensores de la pintura al aire libre en Alemania, escribió:
“La aparición de la escuela noruega más joven [en Berlín] fue impedida por una disputa entre los expositores y la dirección. Cualquiera que quisiera ver la exposición se la perdió. Porque los noruegos se encuentran entre los artistas más avanzados tanto en poesía como en pintura, que recurren a lo nuevo con rápida determinación.
Gurlitt elogió el enfoque del arte de los jóvenes noruegos, en cuyas obras "se examina más de cerca la naturaleza humana", "se arranca el hermoso manto para mostrarlo tal como es". Gurlitt enfatizó que solo aquellos que desean que les mientan, o que se desesperan de la humanidad tal como es, pueden sentirse heridos por esto.

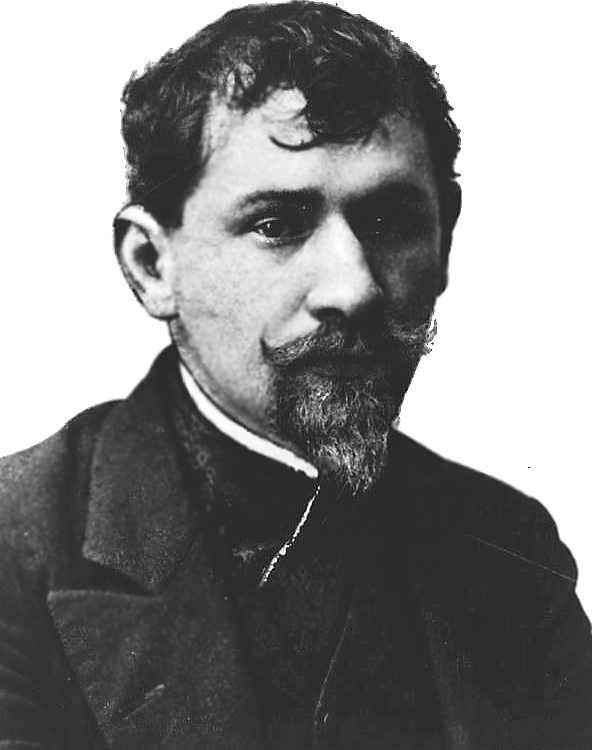
Stanislaw Przybyszewski

“Cualquier cosa, aunque solo fuera de Escandinavia, fue recibida con entusiasmo acrítico; llegó tan lejos que artistas alemanes desconocidos como Arno Holz y Johannes Schlaf pasaron de contrabando sus obras bajo un seudónimo escandinavo para que fueran mencionadas”, recuerda el escritor polaco Stanislaw Przybyszewski, que vivía en Berlín en ese momento. 
Por otro lado, la Exposición Internacional de Arte de Berlín recibió muchas críticas; con más de 5000 obras de arte en exhibición, fue “más confusa que nunca. La buena calidad fue dejada de lado por una abrumadora abundancia de trivialidades. El crítico de arte Karl Scheffler se enfureció así:
“La exhibición de arte como medio de entretenimiento y educación, la amalgama de arte, cerveza, música y mercado del amor, la profanación, proletarización y teatralización del arte: eso está completamente en el espíritu del nuevo Berlín. "
Incluso desde este punto de vista, el surgimiento de grupos de artistas de oposición parecía ser una necesidad absoluta a principios de la década de 1890; el escándalo que rodeó la exposición de Munch el año siguiente sirvió para promover aún más este desarrollo, ya que exacerbó las contradicciones en la comunidad artística de Berlín.

## Cambios en la Asociación de Artistas de Berlín

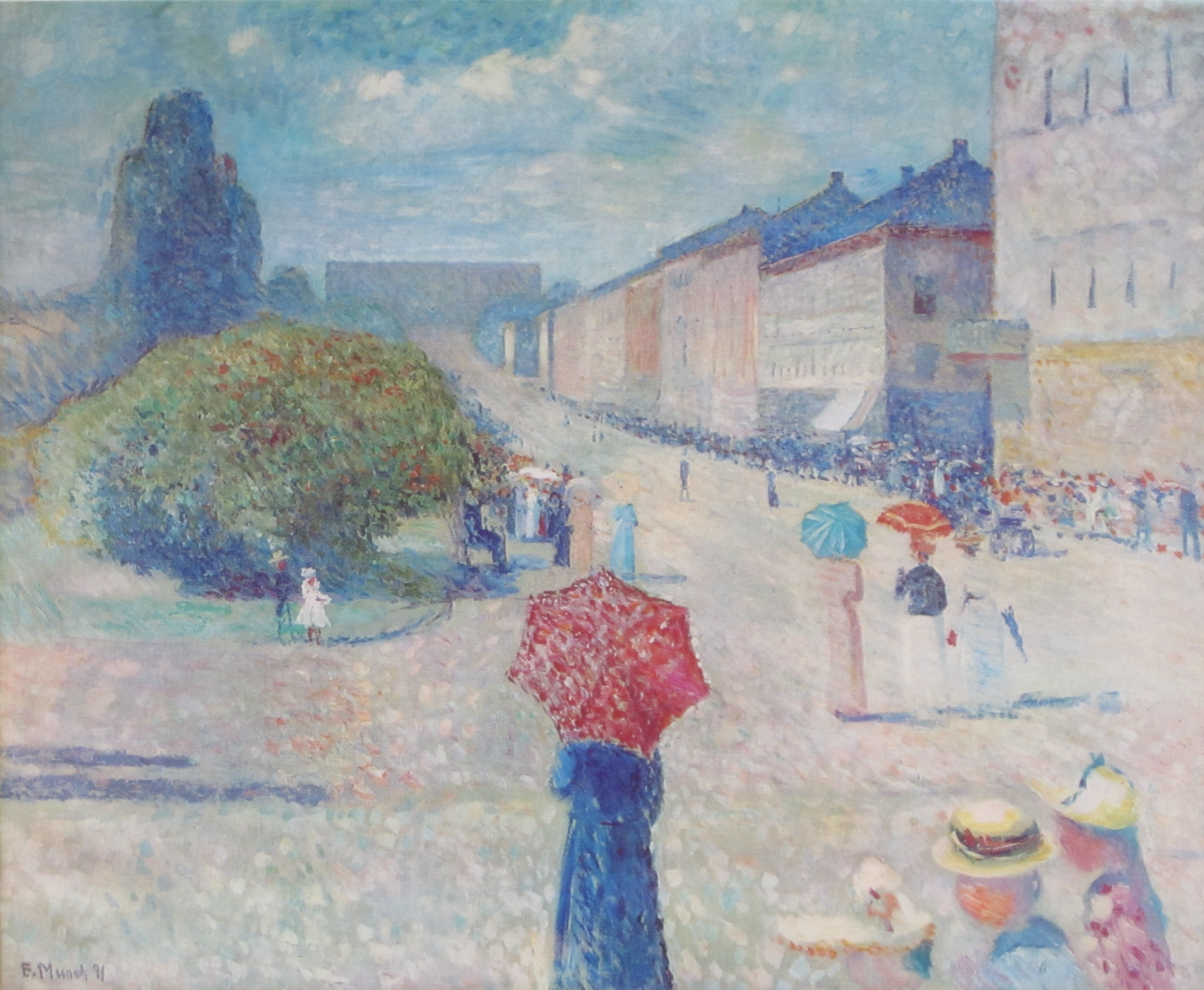
Es posible que el cuadro de Munch Primavera en la Avenida Johan Karl se haya mostrado en la Exposición de Múnich de 1891.

La exclusión de los artistas noruegos más jóvenes de la Exposición Internacional de Arte de Berlín hizo que los miembros más jóvenes se esforzaran por reformar la Asociación de Artistas de Berlín. Aunque Anton von Werner pudo mantener su puesto como presidente cuando fue elegido a principios de enero de 1892, la comisión de exposiciones que se eligió con él tenía la intención de abrir futuras exposiciones de la asociación a los movimientos artísticos más nuevos y también de tener en cuenta los desarrollos internacionales en exposiciones especiales. Así es como se mostraron las pinturas de paisajes de los Glasgow Boys (Thomas Austin Brown, James Paterson, Macaulay Stevenson) que habían recibido un gran reconocimiento y admiración en Múnich en 1890 con sus “paisajes atmosféricos de ensueño y pinturas de figuras simbolistas”.
"El joven Edward Munch había estado entre los pintores noruegos boicoteados el año anterior, por lo que tal vez su invitación también fue una especie de reparación por el trato de Werner y Dahl a los artistas noruegos", escribió Heller. “Uno no tenía dudas sobre la calidad de sus cuadros, porque la recomendación vino de Eilert Adelsteen Normann, un miembro del club muy respetado que tuvo un gran éxito en Alemania con sus paisajes de fiordos.  Normann, que trabajó en Berlín y Düsseldorf, fue miembro del comité de exposiciones de la Asociación de Artistas de Berlín. Munch, de 29 años, debió la invitación a Berlín a su afición por el arte escandinavo de esta época. "La Exposición fue aprobada por Anton von Werner como presidente de la Asociación de Artistas de Berlín. Sin embargo, como casi todos los miembros de la comisión de exposición, que se decidieron por unanimidad a favor de Munch, no estaban familiarizado con las pinturas de Munch.  Probablemente esperaban algo amistoso e idílico a la manera de Anders Zorn, Carl Larsson o los Pintores de Skagen, como parecía característico del arte escandinavo. 
Edward Munch recibió por carta la invitación de Normann. Este, en su última visita a Noruega en 1892, vio una exposición de cuadros del artista poco conocido Munch, cuyo talento reconoció. Normann sugirió después que la comisión exhibiera el trabajo más reciente de Munch. "Por lo tanto, tengo la libertad de preguntarle, si aún no ha hecho otros arreglos con respecto a sus cuadros, si no estaría dispuesto a exhibirlos aquí y qué condiciones establece." 

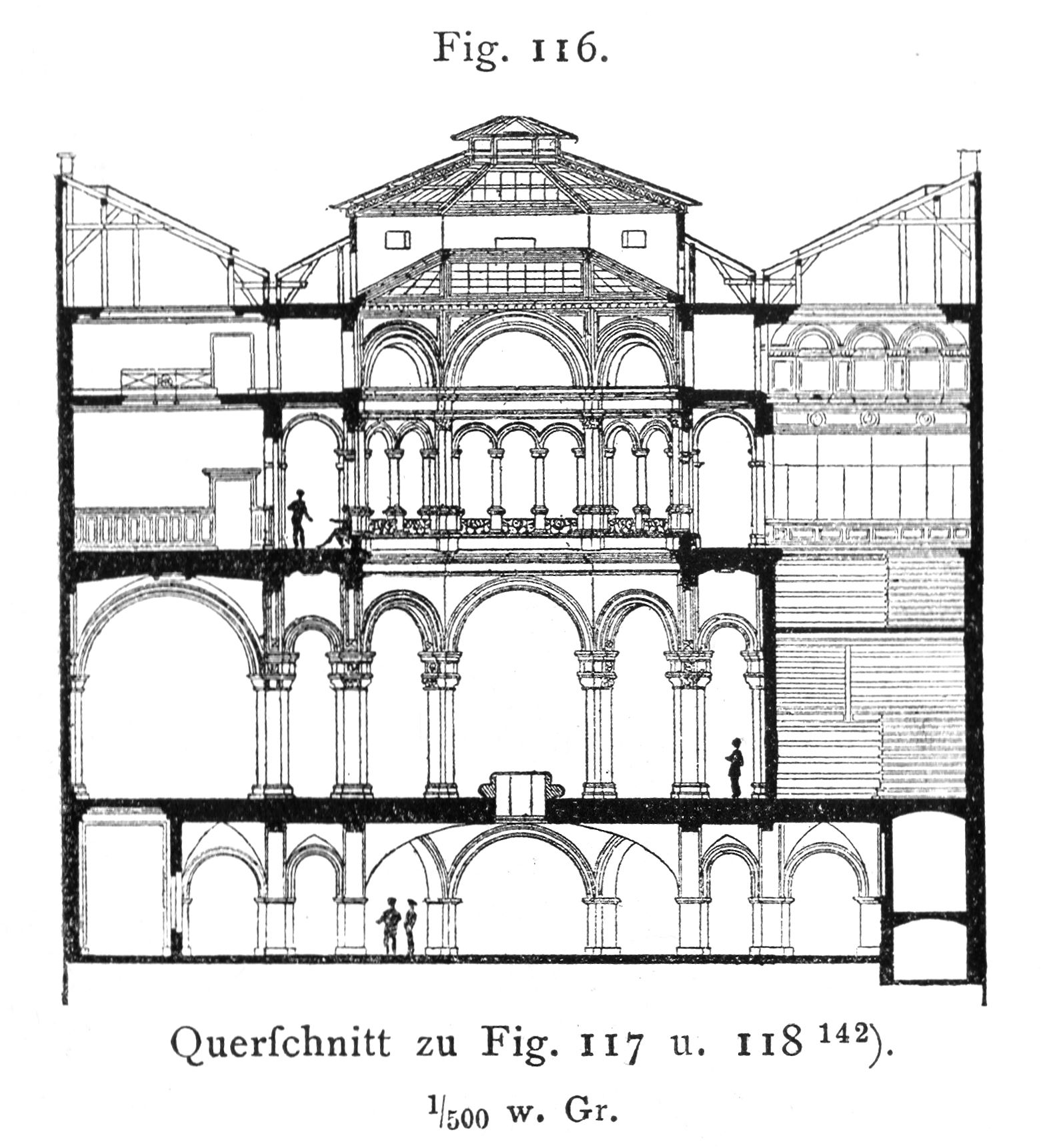
Casa de la Asociación de Arquitectos de Berlín (sección)

También se dice que el pintor de Múnich Fritz von Uhde se pronunció a favor de Munch. Este último aceptó de inmediato tan pronto como recibió la carta de Normann. "Para el joven Munch, que no era particularmente bien recibido aquí en casa, esta invitación de Berlín fue un honor y un estímulo", escribió Jens Thiis, quien después se convirtió en director de la Galería Nacional de Noruega en Oslo. La exposición se anunció como "Ibsen'sche Mood Pictures", que debería durar 14 días, del 5 al 19 de  noviembre. El espacio de exhibición fue el recién renovado Salón de Honor en la rotonda de la planta baja del “Architektenhaus” en la Wilhelmstraße. La Asociación de Arquitectos de Berlín organizaba regularmente exposiciones especiales allí. El edificio de la asociación de arquitectos erigido por Wilhelm Böckmann en 1876-77 fue demolido en 1934.

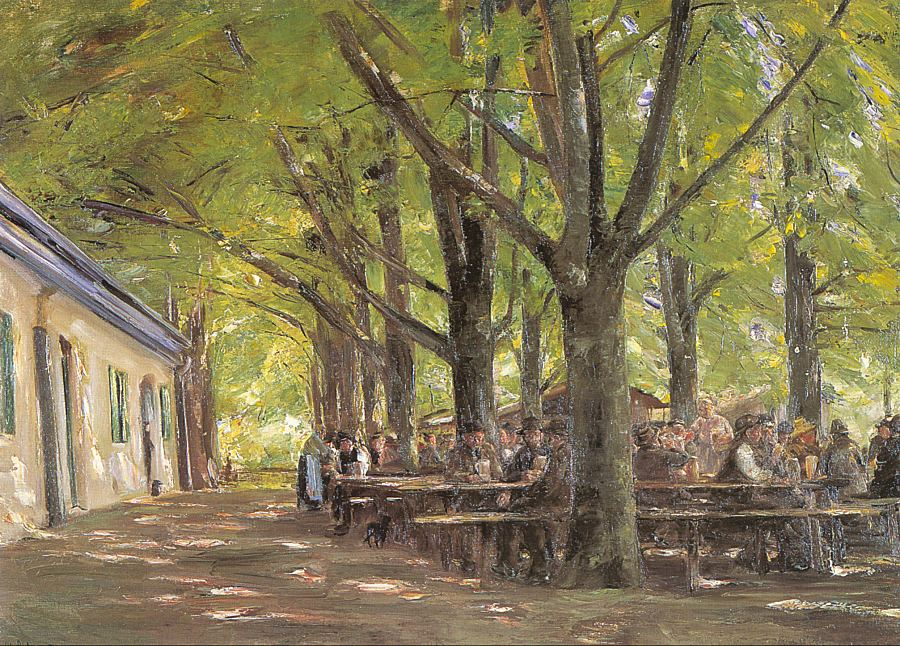
Max Liebermann: Brannenburg Beer Garden, 1893

Munch llevó consigo un total de 55 pinturas a Berlín, "que mostraban su desarrollo artístico desde la década de 1880, un desarrollo que comenzaba con el realismo radical y presentaba después la influencia del impresionismo francés y el neoimpresionismo en las pinturas más recientes". Al respecto escribió Reinhold Heller: “Las características de los últimos movimientos artísticos parisinos de vanguardia se pueden ver en estas obras, que en su radicalismo superan fácilmente todo lo producido por los artistas berlineses más progresistas, como Max Liebermann y los otros miembros del recién fundado Grupo de los XI. Obras que la crítica también consideró "tan inusual a nuestros ojos que a primera vista uno difícilmente puede orientarse en este colorido juego de manchas de color violeta y verde." 
Junto a las pinturas de Munch de su fase impresionista, como la Rue Lafayette, estaban El día después (1895), la vista de una mujer joven después de una noche de copas, y su favorita El chico delgado. Estas obras no provocaron indignación por sus motivos, sino por su estilo de pintura. Al aplicar y raspar repetidamente la pintura, Munch trató de hacer visible la dolencia física y la extinción de una persona.

## El caso Munch

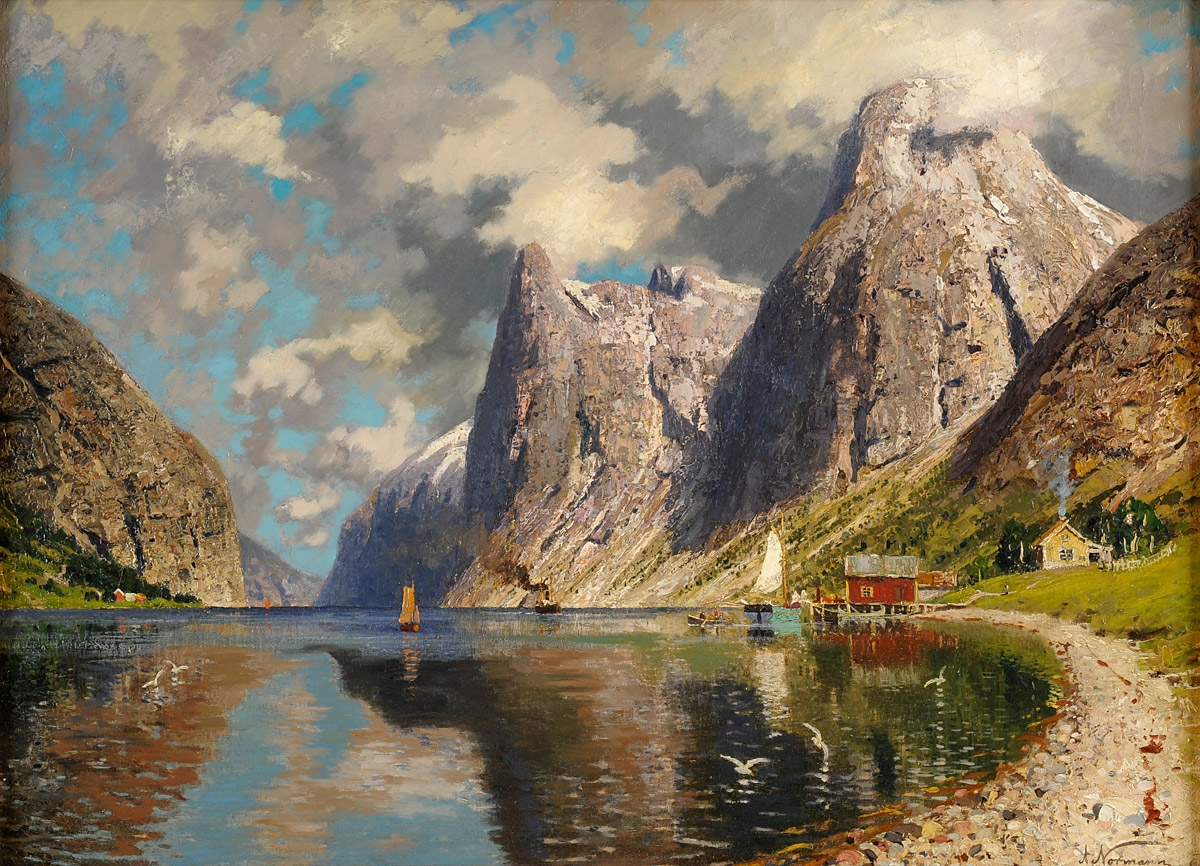
Adelsteen Normann: Verano en el fiordo. c. 1918

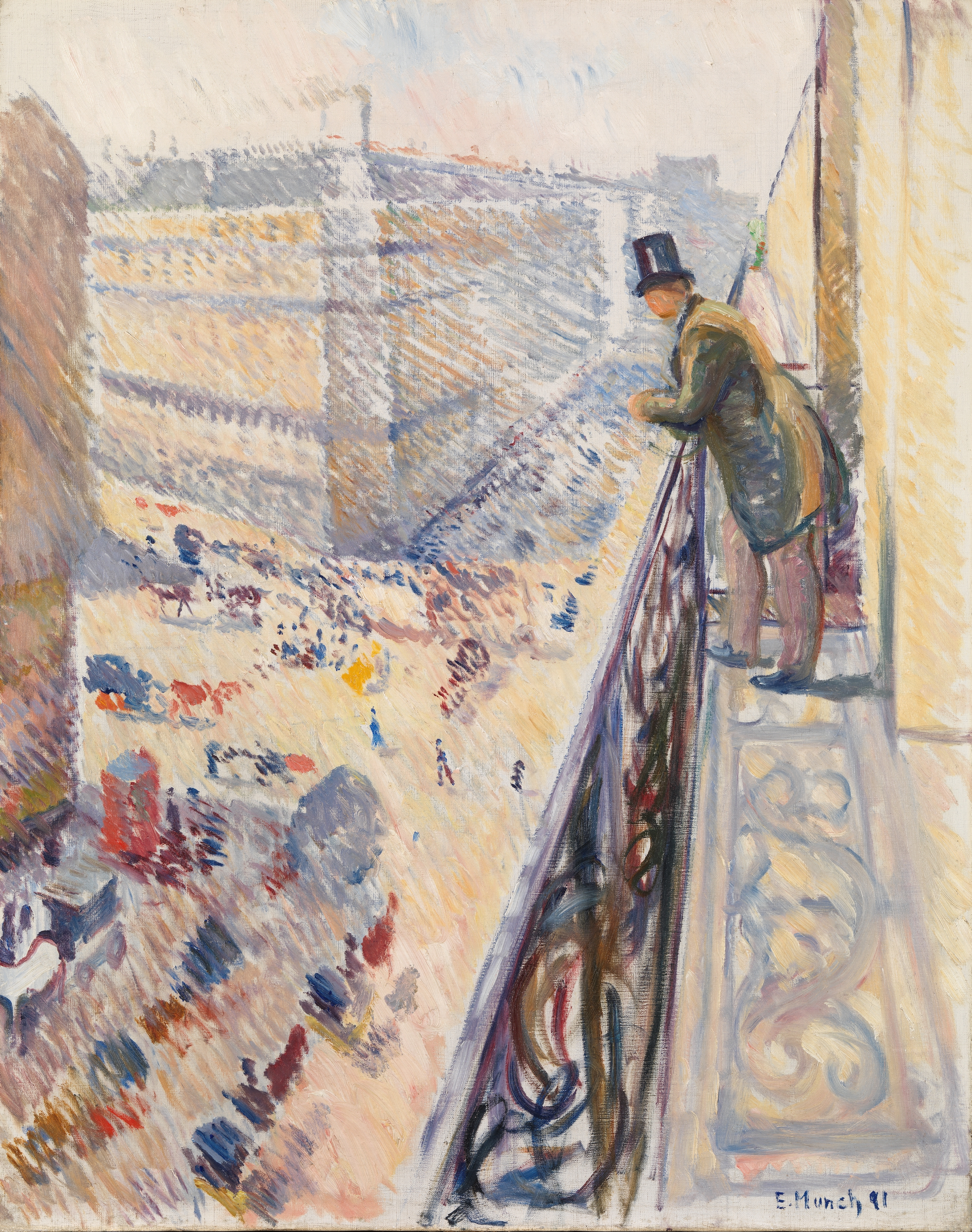
Edvard Munch - Rue Lafayette (1891)

El título "Cuadros en la línea de Ibsen" sugería nuevas representaciones de paisajes noruegos como montañas y fiordos, con los que pintores como Hans Dahl y Adelsteen Normann tuvieron éxito comercial en ese momento; Pero pronto quedó claro para todos los artistas de Berlín y los visitantes de la exposición que “Munch no era un pintor dócil de estados de ánimo, sino, como lo expresó el Illustrirte Zeitung,"uno de los impresionistas modernos más atrevidos, cuyo arte se burla de todas las tradiciones de los movimientos más antiguos.“  En el Kunstchronik, el suplemento de la Revista de bellas artes, el historiador del arte y publicista Adolf Rosenberg explicó:
“Lo que el noruego había logrado en términos de informe, de brutalidad de la pintura, crudeza y mezquindad de sentimiento eclipsa todos los pecados de los impresionistas franceses y escoceses." 

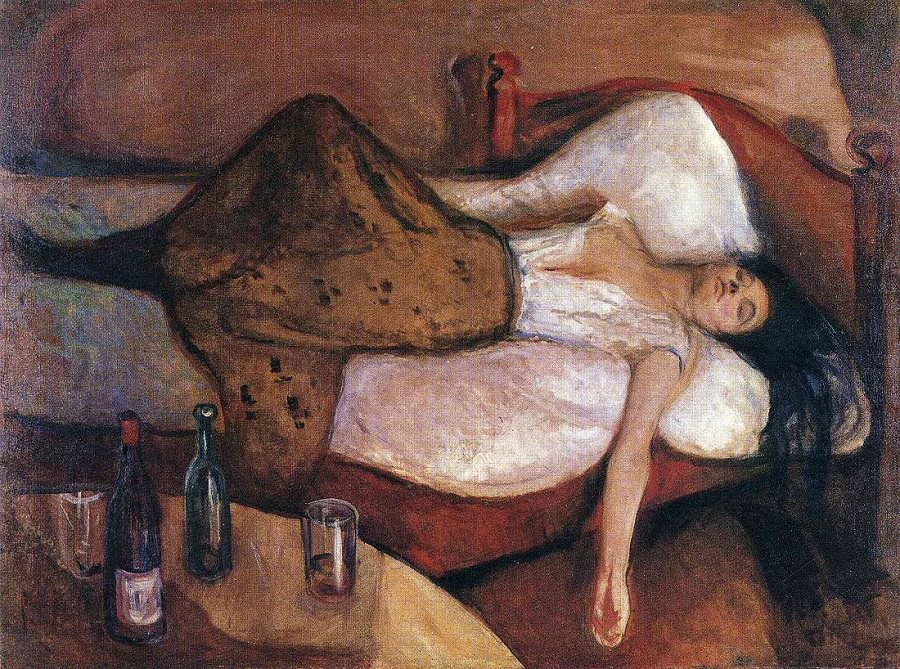
Edvard Munch - El dia después

Poco después de su inauguración, Munch escribió a su familia: "Sí, la exposición ya está abierta, y es un escándalo colosal, porque aquí hay una masa de miserables pintores ancianos que están furiosos por la nueva dirección del arte. - Los periódicos se quejan terriblemente - pero en algunos me han elogiado. – Pero a todos los jóvenes les gustan mucho mis pinturas. Resulta curioso el rechazo provocado por las obras de Munch, que prefiguraban el expresionismo, en la ciudad que pocos años después acogería a los mayores representantes de ese estilo.

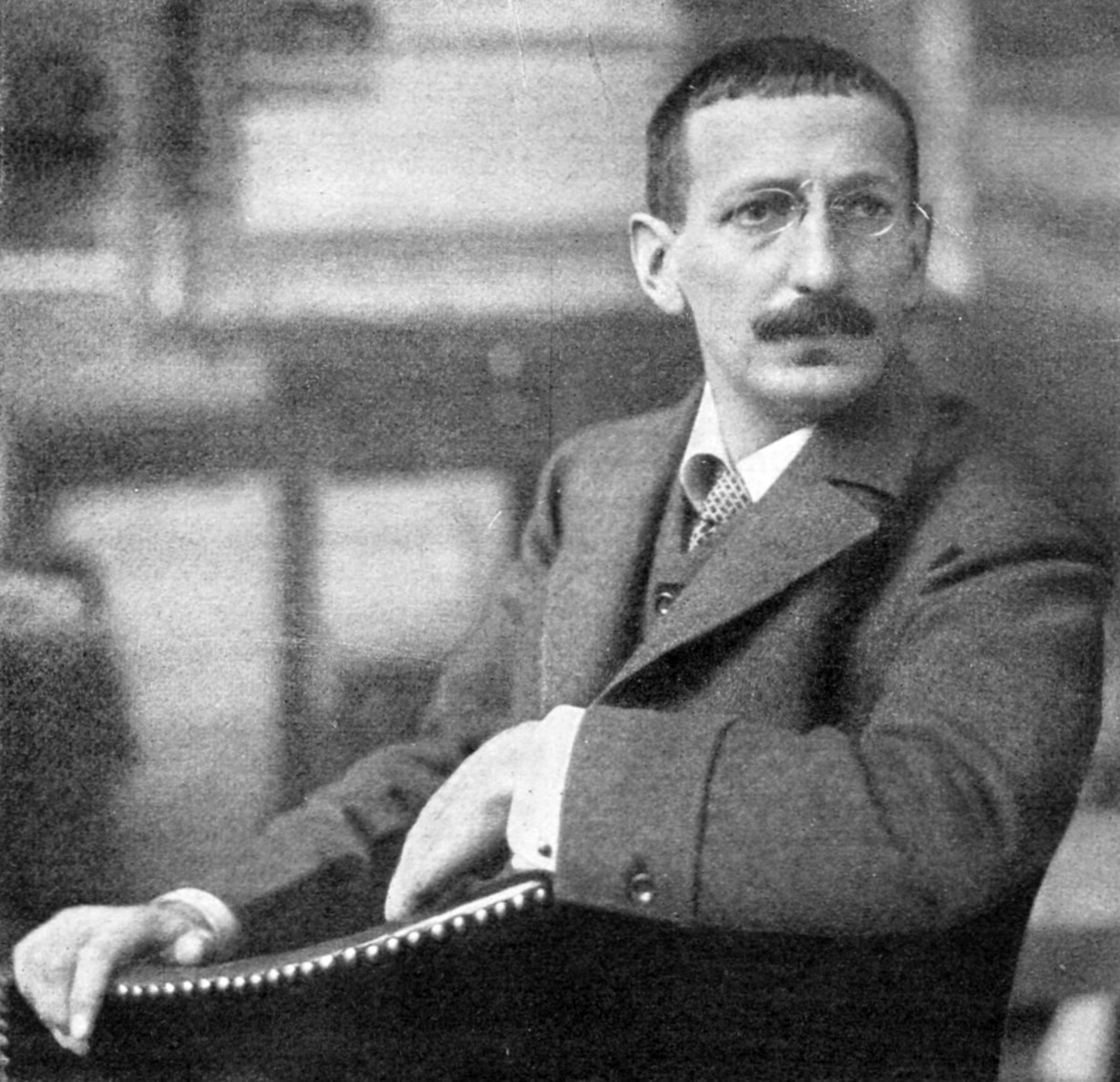
Última fotografía tomada de Walter Leistikow

Las obras de Munch sorprendieron al ala conservadora del club. El escultor Max Kruse escribió sobre los hechos del 5 de noviembre de 1892: "Habíamos invitado a Edvard Munch a una exposición. Pero no teníamos idea del estallido de indignación, sí de ira, entre los viejos caballeros.”  En el “Freien Bühne”, Walter Selber escribió con intención amargamente irónica: “¡Eso debería ser arte! ¡Oh miseria, miseria! ¡Era diferente de cómo lo pintamos, era nuevo, extraño, repulsivo, feo, malvado! ¡Fuera las pinturas, fuera, fuera! El pintor impresionista Walter Leistikow se escondió detrás del seudónimo. 
Surgió una animada discusión tanto en la prensa alemana como en la Asociación de Artistas de Berlín sobre "si un 'impresionista' que niega la tradición tiene derecho a exponer en el club, o si su obra es un 'insulto a todos esos artistas honestamente esforzados a los que [. . . ] se roba la luz y el espacio, por lo «que uno tendría derecho a cerrar la exposición para no insultar más al público.
Poco después de ver la exposición, los ejecutivos de la asociación regresaron corriendo a la sala de reuniones y "Anton von Werner declaró que la exposición era una burla al arte, llena de obscenidad y mezquindad, y la cerró". Pero no estaba en el poder de Werner cerrar la exposición de Munch inmediatamente después de su inauguración. Hubo resistencia a esto dentro de la asociación, especialmente entre los miembros más jóvenes. “Sin embargo, no tanto, porque la gente estuviera entusiasmada con Munch. Se trataba de la libertad de cada artista para seguir sus propios caminos, incluso los no convencionales.  Los estatutos se oponían a la clausura inmediata por lo que se convocó a asamblea general extraordinaria.
En esa asamblea general “tumultuosa”, 23 artistas, entre ellos Hermann Eschke, Wilhelm Streckfuss, Emil Hundrieser y Louis Douzette, exigieron que la rotonda se cerrara de inmediato y “por respeto a los esfuerzos artísticos honestos en el deseo ciertamente justificado de Asociación de Artes de Berlín y de la sospecha de que era indigna" 
Una contramoción presentada por 30 artistas encabezados por Karl Breitbach, Karl Köpping, Otto Brausewetter y August von Heyden exigía que la exposición fuera reemplazada por otra. Werner, que no había votado como presidente de la reunión, pudo prevalecer en la votación; Con 120 votos contra 105, se aceptó la moción del grupo en torno a Hermann Eschke y se decidió clausurar la exposición. Así las obras de Munch se retiraron a los pocos días. 

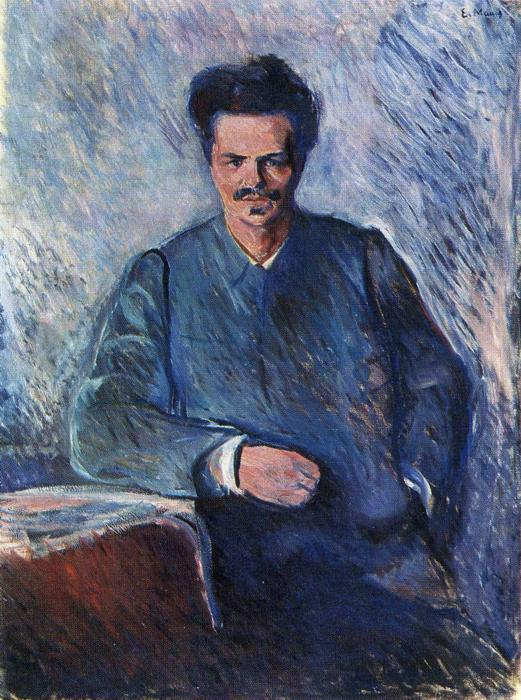
August Strindberg por Edvard Munch

## El arte de Munch en la revista de la crítica de arte y la prensa de Berlín hacia 1892
En la discusión sobre el “caso Munch”, el “impresionismo” se usó como un insulto y se colocó al mismo nivel que el anarquismo. Las pinturas de Munch también se discutieron solo brevemente, "en su mayoría despectivamente o burlonamente". Solo se defendió a Munch, "para proteger el derecho de todos los artistas a exhibir: " En el arte, todo el mundo tiene derecho a expresar su opinión libremente", exigió Theodor Wolff en el Berliner Tageblatt.
Según el historiador del arte Uwe M. Schneede, no fueron tanto los motivos de Munch, como "La niña enfermoa" (1885/86), los que enfurecieron a los pintores conservadores:
“Una y otra vez, Munch raspaba el material pastoso y viscoso y aplicaba uno nuevo. Las capas oscurecen el color. Así, el blanco del cojín se aplica aquí al color de abajo, pintado por allá, en cualquier caso solo disponible como roto. Entonces, la imagen está llena de color, pero las refracciones le dan una neblina gris. "
La prensa del Imperio Alemán también se pronunció sobre el arte de Munch y sobre las corrientes vanguardistas de la época guillermina. El crítico de arte berlinés Adolf Rosenberg, disgustado por la exposición, escribió en el diario conservador Die Post sobre la "crudeza y mezquindad del sentimiento” y la “falta de forma y brutalidad de la pintura” . 
En cambio, el periodista Theodor Wolff defendía en el liberal Berliner Tageblatt el “estado de ánimo melancólico” de la obra de Munch y criticaba con vehemencia las acciones represivas de la asociación de artistas en nombre de la libertad artística. Además de estas dos posiciones extremas, la mayoría de las reseñas de Berlín de las pinturas de Munch en 1892 contenían la clasificación frecuentemente recurrente del arte de Munch bajo las categorías de lo feo, lo fragmentario y lo nacional. Las opiniones en la prensa diferían precisamente en sus cuadros más recientes, que seguían un concepto radical de subjetividad, pero no necesariamente de acuerdo con los modelos político-culturales convencionales. Los puntos de vista cultural, político y estético se cruzaron repetidamente, como explica Monika Krisch en su análisis de la crítica periodística tras el caso Munch. Krisch cita aquí un ejemplo: En el rechazo de lo feo en el arte moderno, dos periódicos políticamente opuestos se colocaron lado a lado: el Vossische Zeitung liberal-democrático y el monárquico -conservador Kreuzzeitung. 
En el curso del caso Munch, comentaron periodistas muy leídos en ese momento como Ludwig Pietsch, Georg Voß, Helene Vollmar, Reinhold Schlingmann, Hans Schliepmann y otros había que distinguir la posición estética de un crítico de la política. Según Monika Krisch, cuando se produjeron las primeras reacciones a las pinturas de Munch en Alemania, no había etiquetas uniformes que identificaran un campo “ liberal ” o “ conservador ” entre los periodistas. 
Con Munch y el ánimo en contra de su exposición, “el juicio de degeneración sobre el arte moderno y sus artistas, que 45 años después tuvo sus consecuencias más trágicas en las acciones contra el Arte degenerado debería haber entrado en el vocabulario de la crítica de arte alemana”, escribió Reinhold Heller.

## Intento de dividir la asociación de artistas de Berlín

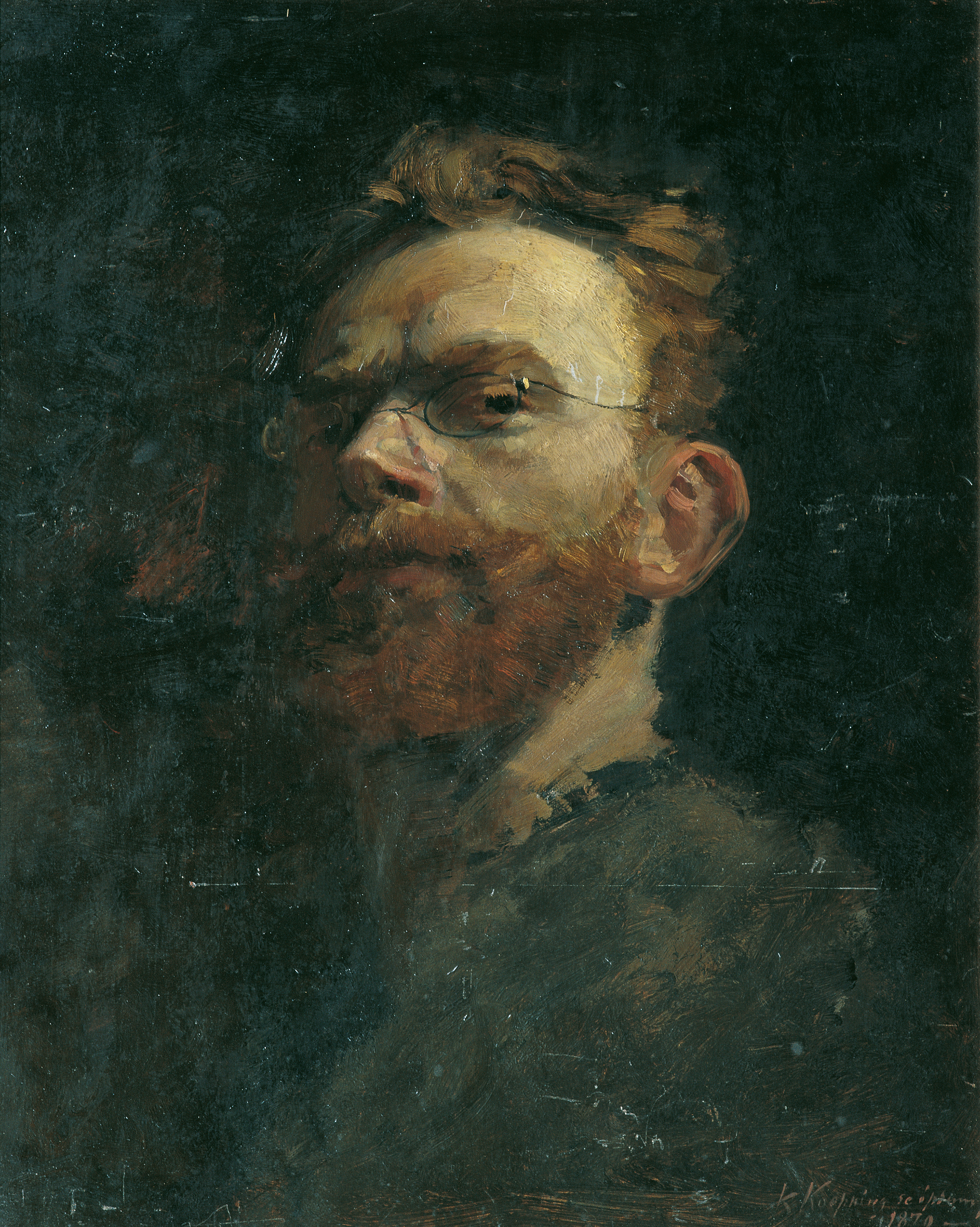
Autorretrato de Karl Köpping (1879) - Galería austriaca Belvedere

La acalorada discusión en el "caso Munch" casi llevó a una división en la asociación. Inmediatamente después de la votación, alrededor de 80 miembros alrededor de Karl Köpping abandonaron la sala y fundaron una secesión esa misma noche, la “Asociación Libre de Artistas de Berlín”. 
En el día 14 de noviembre de 1892, la nueva asociación libre de artistas envió una circular firmada por 18 artistas a todos los miembros de la asociación de artistas de Berlín, en la que justificaban su paso y pedían más firmas de apoyo.
Incluso antes de que se cerrara la exposición de Munch, el Grupo de los XI (Walter Leistikow, Hans Herrmann y Ludwig von Hofmann) y más tarde Max Liebermann, Max Klinger se formó para promover a los jóvenes artistas nuevos de forma privada. Sin embargo, permanecieron en la Asociación de Artistas de Berlín, principalmente para no reducir sus oportunidades de exposición. Al final, solo 155 miembros de la asociación apoyaron públicamente la circular; como resultado, se hicieron esfuerzos en el grupo alrededor de Köpping para reducir la tensión. En una nueva carta se señaló que la pertenencia "a la asociación libre de artistas no afectaría en modo alguno la posición del individuo en relación con la asociación de artistas de Berlín ". "Los artistas de Berlín aún no tenían el coraje de fundar una asociación de artistas alternativos y de propagar nuevos valores en el arte", dijo Reinhold Heller. Sin embargo, en protesta por las acciones de su director, los profesores de la Academia Franz Skarbina, August von Heyden y Hugo Vogel renunciaron a sus cargos docentes. El 3 de enero de 1893, los artistas de Berlín reeligieron a Anton von Werner como presidente de su asociación. "Poco parecía haber cambiado.

## Las secuelas del caso Munch

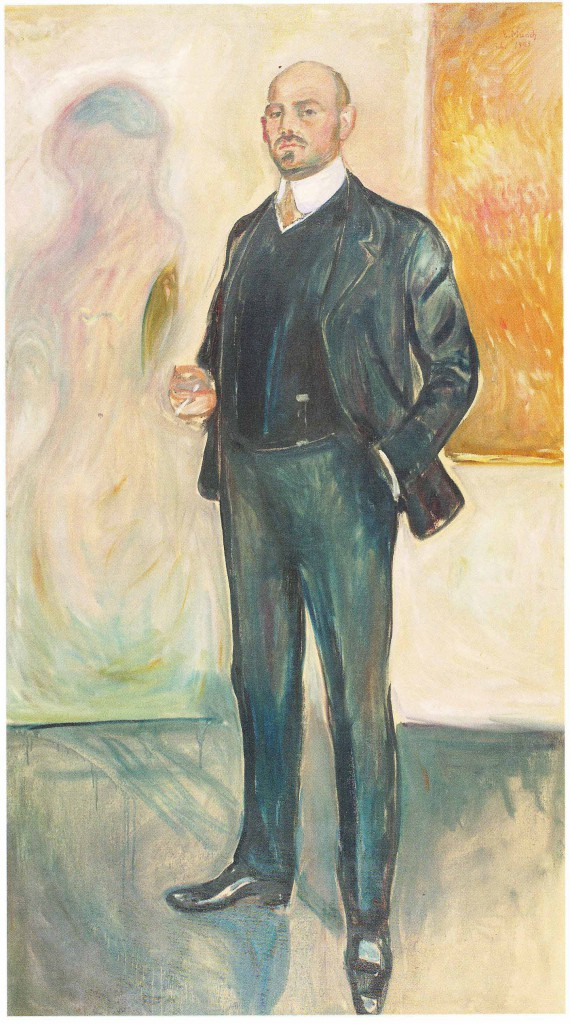
Retrato de Walter Rathenau de Edvard Munch, Stadtmuseum Berlin (1907).

El mismo Edvard Munch, que todavía era sensible a las críticas a su obra en Oslo, escribió a casa después del escándalo de Berlín que encontraba extremadamente divertido todo el alboroto sobre la exposición cerrada. Aparecieron innumerables artículos periodísticos, los marchantes de arte se pusieron en contacto con él y sus cuadros se expusieron en Düsseldorf y Colonia. Munch se convirtió repentinamente en un artista muy conocido, pero casi nunca vendía una pintura. Eduardo Munch dijo de esa época:
"Llegaron los tiempos bohemios con su amor libre - Dios y todo se derrumbó - todos se precipitaron en una salvaje y loca danza de la vida."
Munch finalmente decidió trasladarse a Berlín y alquiló un pequeño estudio. Munch permanecería en Alemania durante unos 20 años. En el bar “Zum Schwarzen Piglet” se reunía con el círculo de escritores, artistas y científicos en torno a los escritores August Strindberg y Stanisław Przybyszewski.
El acceso a las pinturas de Munch se encontró más en el círculo de la literatura de Berlín, "que estaba muy por delante de las artes visuales en el desarrollo de direcciones naturalistas pero también posnaturalistas. Sin embargo, algunos coleccionistas también lo apoyaron, como el médico de Lübeck Max Linde, el industrial Walther Rathenau y el escritor Harry Graf Kessler también le hicieron encargos de retratos. Hoy en día, Munch no solo es considerado un pionero del expresionismo, sino también un artista cuya obra, que gira en torno a la soledad, la vida y la muerte, conmueve a las personas de todas las épocas. 
A pesar del escándalo, las pinturas de Munch fueron enviadas por el galerista Eduard Schulte en una exposición itinerante en Düsseldorf y Colonia, que luego regresó al Equitable-Plast en Berlín para su conclusión. Alquiló un local en la Friedrichstrasse 59-60 para exhibir un retrato de August Strindberg y varios dibujos. Pero a pesar de los ingresos por las tarifas de entrada, tuvo altos costos; "Esperaba enviarte más de las 35 coronas que le envié a la tía el otro día", escribió el 20 de enero de 1893 a su hermana Inger Munch.

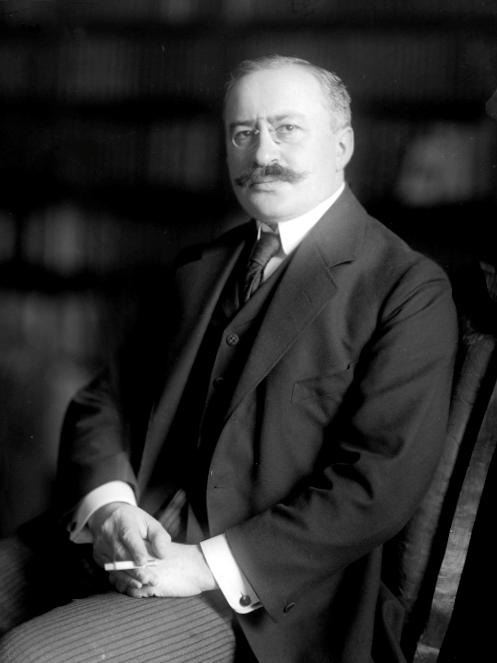
Theodor Wolff (1913)

Según Reinhold Heller, los ataques a la exposición de Munch en los medios y en el Kunstverein significaron que un público interesado de coleccionistas, escritores y artistas en Berlín comenzó a tomar conciencia de los esfuerzos artísticos internacionales más recientes y a abrir el mercado del arte de Berlín a ellos. "Conscientemente o no, intencionalmente o no, Anton von Werner fue directamente responsable de ambos desarrollos a través de su oposición al 'desorden' de los noruegos y otros 'impresionistas', especialmente Munch", concluye Heller. El pintor Lovis Corinth declaró al respecto:

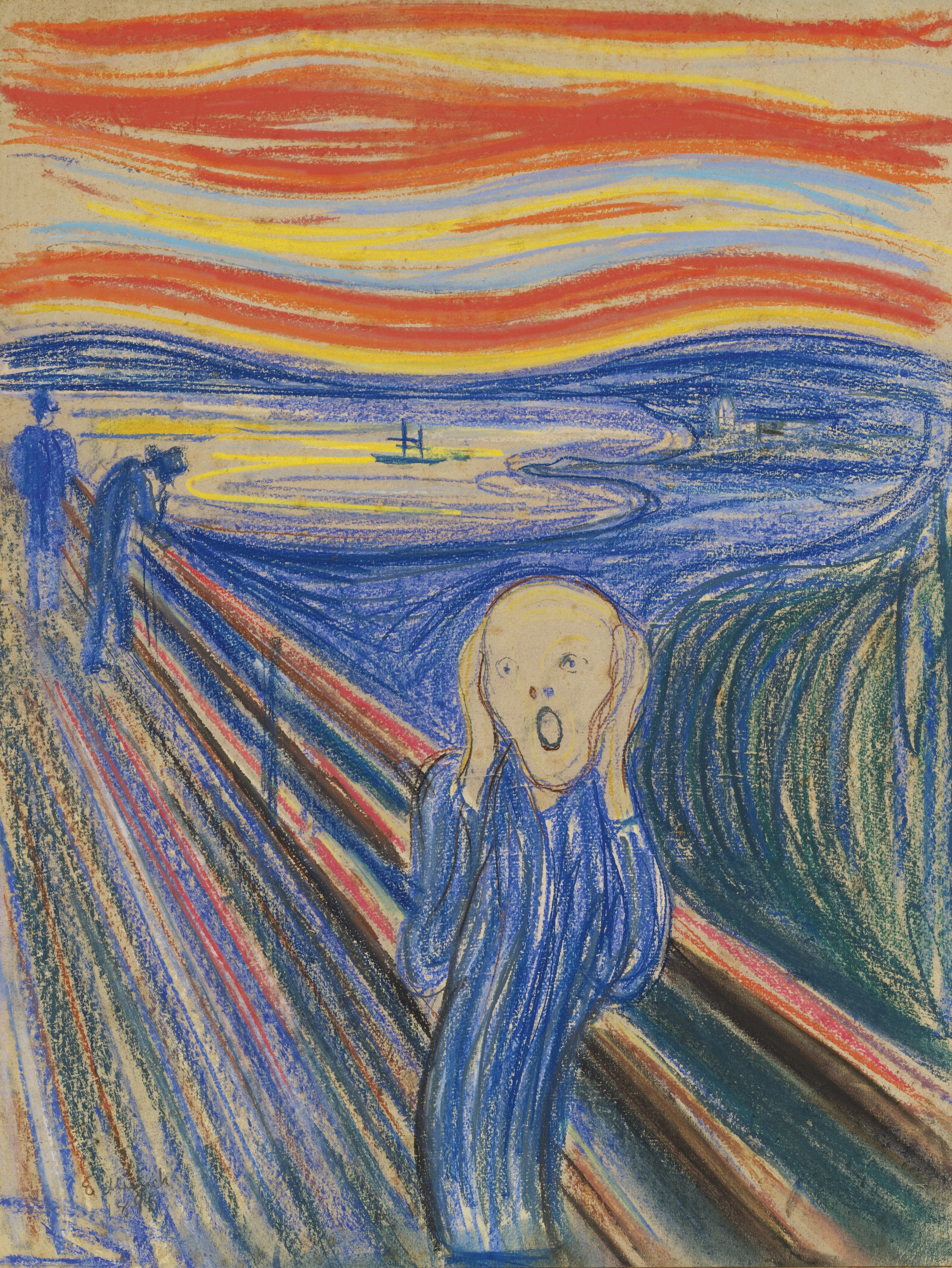
Edvard Munch: El grito, versión pastel de 1895 adquirida de Arthur y Eugen von Franquet

"Los ancianos obtuvieron una victoria pírrica al descartar el escándalo y salir del paso por el momento. Los jóvenes podían aumentar su odio a la reacción y proyectarse bajo una luz aún más brillante como mártires del arte, y el conejo por el que se disputaba toda la pelea, Edvard Munch, tenía la mayor ventaja de todas; de repente era el hombre más famoso de todo el Reich alemán". 
Casi ningún otro evento artístico de la era imperial fue discutido tan apasionadamente en los folletines como el caso Munch. Parte de la prensa liberal fue incluso más allá que los artistas, quienes protestaron contra el comportamiento de la asociación pero se distanciaron claramente del arte de Munch. Theodor Wolff, que más tarde se convertiría en redactor jefe del “Berliner Tageblatt”, escribió un flamante artículo el día de la reunión extraordinaria de la asociación, no solo en defensa de Munch, sino también de la libertad artística.
Munch encontró apasionados admiradores de su arte en la escena berlinesa, entre los escritores y artistas del círculo del “Schwarzer Piglet”, ese bohemio lugar frecuentado por Munch, August Strindberg, el escritor sueco Ola Hansson, el poeta Richard Dehmel, el poeta polaco Stanisław Przybyszewski y el historiador del arte Julius Meier-Graefe, y donde se formó "la primera vanguardia moderna de Berlín".
Przybyszewski publicó un artículo sobre las pinturas de Munch, que interpretó como "individualismo radical". Su descripción del estilo de pintura de Munch, que representa "los procesos mentales más sutiles independientes de cualquier actividad cerebral", puede verse como una anticipación de la idea de la Écriture automatique surrealista.
Con algunas interrupciones, Munch permaneció en Berlín hasta 1896. Sin embargo, la mayoría de los coleccionistas y galeristas, aunque representaban la dirección del arte moderno, no tenían la intención de hacer negocios con un artista difícil. Aparte de la venta ocasional de pinturas, como las de Walther Rathenau, Harry Graf Kessler, el abogado, historiador del arte y empresario Eberhard von Bodenhausen y los coleccionistas Eugen y Arthur von Franquet, los ingresos de Munch eran bastante bajos. Otros compradores procedían en su mayoría de la comunidad judía rica y educada de la ciudad, como el historiador literario y del arte Julius Elias.
Este grupo de coleccionistas “no encontró sus pinturas en las principales exposiciones de arte de Berlín que se organizaban anualmente bajo la supervisión de Werner. La época en la que estas exposiciones conservadoras marcaron la pauta del mundo del arte de Berlín comenzó su declive con el caso Munch, incluso si el estado prusiano siguió haciendo grandes compras de las exposiciones”, escribió Reinhold Heller. Pero Munch todavía tuvo que alquilar habitaciones por su propia cuenta en el otoño de 1893 para mostrar su ciclo de pinturas Die Liebe, una etapa preliminar de su friso de la vida. En diciembre de 1895, la nueva galería de Ugo Baroccio (Unter den Linden 16) lo exhibió, ya que Munch ahora estaba dispuesto a crear gravados de sus temas pictóricos que fueran más baratos y fáciles de vender.
Munch solo logró su avance artístico con la exposición de la Secesión de 1902, después de que Paul Cassirer, como secretario de la Secesión de Berlín, hubiera abogado por la participación de Munch. En protesta por esto, 16 miembros declararon su renuncia. Esto colocó a la Secesión en la cómoda posición de deshacerse de los tradicionalistas en sus filas. Una mayor diferenciación finalmente se produjo en 1910, cuando los artistas expresionistas fueron rechazados por el jurado de la exposición anual Secesionista y fundaron la “Nueva Secesión” bajo el liderazgo de Max Pechstein.